# Xi Gruis
Xi Gruis (ξ Gruis, förkortat Xi Gru, ξ Gru) som är stjärnans Bayerbeteckning, är en ensam stjärna belägen i den västra delen av stjärnbilden Tranan. Den har en skenbar magnitud på 5,29 och är synlig för blotta ögat där ljusföroreningar ej förekommer. Baserat på parallaxmätning inom Hipparcosuppdraget på ca 7,0 mas, beräknas den befinna sig på ett avstånd på ca 470 ljusår (ca 143 parsek) från solen.

## Egenskaper
Xi Gruis är en orange till röd jättestjärna av spektralklass K0 III. Den har en radie som är ca 18 gånger större än solens och utsänder från dess fotosfär ca 209 gånger mera energi än solen vid en effektiv temperatur av ca 4 700 K.